# Markus Späth
Markus Späth (* 1969) ist ein deutscher Kunsthistoriker.

## Leben
Er studierte von 1991 bis 1998 Kunstgeschichte und mittlere und neuere Geschichte an den Universitäten Hamburg, Wien und London. Während der Promotion war er von 1999 bis 2002 Stipendiat der Deutschen Historischen Institute in Paris und Rom. 
Von 2000 bis 2002 war er wissenschaftlicher Mitarbeiter an der Universität der Bundeswehr Hamburg. 2002/2003 war er wissenschaftlicher Mitarbeiter am DFG-Projekt Wahrnehmungs- und Deutungsmuster im europäischen Mittelalter an der Universität Hamburg. Von 2003 bis 2006 absolvierte er ein Ergänzungsstudium Lehrqualifikation in Wissenschaft und Weiterbildung an der Universität Hamburg; Erwerb des Certificate of Higher Education im Mai 2006. Von 2003 bis 2008 war er wissenschaftlicher Mitarbeiter am Institut für Kunstgeschichte. Von 2008 bis 2015 war er Dilthey-Fellow der Volkswagenstiftung. 2013 war er Visiting scholar am Institute for German Cultural Studies der Cornell University. 2014 war er Gastwissenschaftler am SFB 933 "Materiale Textkulturen" der Universität Heidelberg. 2016 war er Lehrstuhlvertretung Mittelalterliche Kunstgeschichte am Institut für Kunstgeschichte der JLU Gießen. 
Nach der Habilitation 2017 an der JLU Gießen war er 2017 Gastdozent an der Universität Stockholm. Im Wintersemester 2017/2018 vertrat er den Lehrstuhl Mittelalterliche Kunstgeschichte am Kunsthistorischen Institut der Universität Köln. 2018 war er Visiting Research Fellow am Merton College. Von 2018 bis 2019 vertrat er den Lehrstuhl Mittelalterliche Kunstgeschichte am Institut für Kunstgeschichte der JLU Gießen. Ab 2019 hat er die Professur für Kunstgeschichte mit dem Schwerpunkt Kunstgeschichte des Mittelalters an der Justus-Liebig-Universität Gießen inne.
Seine Forschungsschwerpunkte sind Mediengeschichte des vervielfältigbaren Bildes im Mittelalter, Bild- und Baukulturen mittelalterlicher Korporationen: Kloster, Stadt, Universität, Kunst im Kontext: mittelalterliche Raumensembles, Bild und Historiographie im Mittelalter, Bild-/Schriftverhältnisse im Mittelalter, Sehen und Wahrnehmen im Mittelalter und Kunstgeschichte und Hochschuldidaktik.

## Schriften (Auswahl)
- Zisterziensische Klausurarchitektur als Mittel institutioneller Differenzierung. Eine Fallstudie zum Problem der räumlichen Verortung von Konversen und Mönchen am Beispiel der hochmittelalterlichen Klöster in Yorkshire. Krems 2000, ISBN 3-901094-11-3.
- Verflechtung von Erinnerung. Bildproduktion und Geschichtsschreibung im Kloster San Clemente a Casauria während des 12. Jahrhunderts. Berlin 2007, ISBN 3-05-004111-0.
- als Herausgeber: Die Bildlichkeit korporativer Siegel im Mittelalter. Kunstgeschichte und Geschichte im Gespräch . Paderborn 2018, ISBN 978-3-412-20353-5.